# Sudán del Sur en los Juegos Olímpicos
Sudán del Sur en los Juegos Olímpicos está representado por el Comité Olímpico Nacional de Sudán del Sur, creado en 2015 y reconocido por el Comité Olímpico Internacional en el mismo año.
Ha participado en tres ediciones de los Juegos Olímpicos de Verano, su primera presencia tuvo lugar en Río de Janeiro 2016. El país no ha obtenido ninguna medalla en las ediciones de verano.
En los Juegos Olímpicos de Invierno Sudán del Sur no ha participado en ninguna edición.

## Medallero

### Por edición
Juegos Olímpicos de Verano
| Evento              | Oro | Plata | Bronce | Total |
| ------------------- | --- | ----- | ------ | ----- |
| Río de Janeiro 2016 | 0   | 0     | 0      | 0     |
| Tokio 2020          | 0   | 0     | 0      | 0     |
| París 2024          | 0   | 0     | 0      | 0     |
| TOTAL               | 0   | 0     | 0      | 0     |